# Méru
Méru là một xã trong tỉnh Oise, vùng Hauts-de-France phía bắc nước Pháp. Xã này nằm ở khu vực có độ cao trung bình 102 mét trên mực nước biển. Dân số gần 13.000 người, là đô thị lớn nhất tổng Méru.